# پائولو دو گاما
پائولو دو گاما (به پرتغالی: Paulo da Gama) حدود ۱۴۶۵ در الیبنسا، پادشاهی پرتغال تا ژوئن یا ژوئیه ۱۴۹۹ در آنگرا دو هروئیسمو، آزور، پادشاهی پرتغال قرزند استاوا دا گاما و ایزابل سدو و برادر بزرگ واسکو دو گاما یک اکتشاف گر پرتغالی بود. او عضو سفر نخستین از اروپا به هند به رهبری برادرش بود که بعدها در سفر برگشت به مقصد رسیده بود. او به کشتی سائو گابریل پیوست. برادرش او را به جزیره‌ای آزور آورد و با او تا زمان مرگش قبل از بازگشت به پرتغال در سپتامبر ۱۴۹۹ باقی ماند. پائولو دو گاما در صومعه‌ای در سائو فرانسیسکو در شهر آنگرا دو هروئیسمو دفن شده است.